# Kleóvoulos Klónis
Kleóvoulos Klónis (en griego: Κλεόβουλος Κλώνης ; Koútali, Imperio otomano, 1900 - Atenas, Grecia, 2 de diciembre de 1988) fue un escenógrafo griego.

## Biografía
Kleóvoulos Klónis nació en la isla de Koútali, en el Mar de Mármara, hacia 1900, antes de que su familia se trasladara a la ciudad del Pireo, en el Reino de Grecia, poco antes del estallido de la Primera Guerra Mundial, donde creció.
Tras terminar el bachillerato, estudió Filosofía en la Universidad de Atenas, al tiempo que seguía cursos de dibujo en la Universidad Politécnica Nacional de Atenas.
Durante la década de 1920, trabajó como periodista e ilustrador para revistas como Néi Vomí y Dianóïssi, así como para periódicos como I Vradyní, principalmente ilustrando sus escritos de viajes.
En 1926, crea su primera obra escénica con la opereta Miss Charleston, dirigida por la compañía de teatro Papaïoánnou y basada en un libreto de Deváris.
En 1929, por recomendación de Aléxis Minotís y Dimítris Rondíris, fue contratado por Maríka Kotopoúli en el teatro « Escenario libre » (en griego: Ελεύθερη Σκηνή).
Desde 1931 y durante casi medio siglo, concretamente hasta 1981, trabajó como escenógrafo en el Teatro Nacional, invitado por el director Fótos Polítis.
A partir de los años treinta, Klónis fue uno de los primeros en afrontar los retos escenográficos del renacimiento del teatro griego antiguo en escenarios al aire libre como Epidauro, Delfos y el Hérodion, en el marco del Festival de Epidauro, el Festival de Delfos y el Festival de Atenas.
En colaboración con el diseñador de vestuario Antónis Fokás, han diseñado los decorados de más de 500 obras del repertorio griego y extranjero, así como 50 representaciones de teatro griego antiguo.
También trabajó con la Ópera Nacional entre 1939 y 1973, diseñando decorados y vestuario para 30 óperas, operetas y ballets, así como 106 producciones o reposiciones.
Por su obra recibió diversos premios de demes y asociaciones de toda Grecia, así como la medalla de plata de la Academia de Atenas.
Murió el 2 de diciembre de 1988 en Atenas, a la edad de 88 años, donde residía, y su funeral tuvo lugar en el Primer cementerio de Atenas.